# Lamprochromus satrapa
Lamprochromus satrapa är en tvåvingeart som först beskrevs av Wheeler 1890.  Lamprochromus satrapa ingår i släktet Lamprochromus och familjen styltflugor.
Artens utbredningsområde är Nebraska. Inga underarter finns listade i Catalogue of Life.